# .post
post. هو نطاق إنترنت عالي المستوى تم رفعه إلى آيكان للموافقة عليه كمجال مستوى أعلى برعاية ‏. يَقتصر استخدامه على الخدمات البريدية الوطنية والإقليمية، وكذلك للشركات الخاصة التي تقدم خدمات مماثلة. برعاية الاتحاد البريدي العالمي، وهي منظمة دولية تقع في برن، سويسرا.

## تاريخ
بدّأ التخطيط لهذا النطاق عام 2005 في آيكان بدأت خطط واتفاقات عمل النطاق في خريف عام 2009.
تمت إضافة نطاق المستوى الأعلى هذا إلى سجل نطاق المستوى الأعلى لـ أيانا رسميًا في 8 أغسطس 2012.

## غرض
الفكرة من وراء النطاق هي تحديد الخدمات البريدية المشروعة وتجنب الارتباك للأفراد والشركات وأصحاب المصالح وغيرهم (وفقًا للموقع الرَسمي).
اعتبارًا من أكتوبر 2014، (ومن بين 192 دولة عضو في الاتحاد البريدي العالمي)، هناك 38 دولة عضوة في مجموعة المخصصة للنطاق، التي تم تعيينها للإشراف على تطوير هذه المنصة. عدد قليل من هؤلاء أطلقوا موقع الويب الخاص بهم بهذا النطاق.

## مَراجع
1. ↑  "ICANN Communication with UPU in 2007" (بالإنجليزية). ICANN. Archived from the original on 2015-04-11. Retrieved 2010-02-23. {{استشهاد ويب}}: تجاهل المحلل الوسيط |deadlink= لأنه غير معروف، ويقترح استخدام |url-status= (help)
2. ↑  "The Universal Postal Union gets .post domain" (بالإنجليزية). United Nations Radio. Archived from the original on 2012-12-16. Retrieved 2010-02-23. {{استشهاد ويب}}: تجاهل المحلل الوسيط |deadlink= لأنه غير معروف، ويقترح استخدام |url-status= (help)
3. ↑  "ICANN Signs Two Historic Agreements with UN Agencies" (بالإنجليزية). ICANN. Archived from the original on 2012-12-16. Retrieved 2010-02-23. {{استشهاد ويب}}: تجاهل المحلل الوسيط |deadlink= لأنه غير معروف، ويقترح استخدام |url-status= (help)
4. ↑  ".POST Domain". www.upu.int. مؤرشف من الأصل في 2022-05-21. اطلع عليه بتاريخ 2022-06-13.
5. ↑  Walter Trezek (نوفمبر 2013). "Dot Post Group". communication-logistics.com. مؤرشف من الأصل في 2020-02-19. اطلع عليه بتاريخ 2014-10-10.

## روابط خارجية
- الموقع الرسمي